# Seine-Saint-Denis önkormányzatai
Seine-Saint-Denis megyében 40 település található.

(CAC) Clichy-sous-Bois-Montfermeil agglomerációs körzet (2001)

(CAS) Plaine Commune agglomerációs körzet (2001)

| INSEE kód | Irányítószám | Önkormányzat                |
| --------- | ------------ | --------------------------- |
| 93001     | 93300        | Aubervilliers (CAS)         |
| 93005     | 93600        | Aulnay-sous-Bois            |
| 93006     | 93170        | Bagnolet                    |
| 93007     | 93150        | Le Blanc-Mesnil             |
| 93008     | 93000        | Bobigny                     |
| 93010     | 93140        | Bondy                       |
| 93013     | 93350        | Le Bourget                  |
| 93014     | 93390        | Clichy-sous-Bois (CAC)      |
| 93015     | 93470        | Coubron                     |
| 93027     | 93120        | La Courneuve                |
| 93029     | 93700        | Drancy                      |
| 93030     | 93440        | Dugny                       |
| 93031     | 93800        | Épinay-sur-Seine (CAS)      |
| 93032     | 93220        | Gagny                       |
| 93033     | 93460        | Gournay-sur-Marne           |
| 93039     | 93450        | L’Île-Saint-Denis (CAS)     |
| 93045     | 93260        | Les Lilas                   |
| 93046     | 93190        | Livry-Gargan                |
| 93047     | 93370        | Montfermeil (CAC)           |
| 93048     | 93100        | Montreuil                   |
| 93049     | 93360        | Neuilly-Plaisance           |
| 93050     | 93330        | Neuilly-sur-Marne           |
| 93051     | 93160        | Noisy-le-Grand              |
| 93053     | 93130        | Noisy-le-Sec                |
| 93055     | 93500        | Pantin                      |
| 93057     | 93320        | Les Pavillons-sous-Bois     |
| 93059     | 93380        | Pierrefitte-sur-Seine (CAS) |
| 93061     | 93310        | Le Pré-Saint-Gervais        |
| 93062     | 93340        | Le Raincy                   |
| 93063     | 93230        | Romainville                 |
| 93064     | 93110        | Rosny-sous-Bois             |
| 93066     | 93200        | Saint-Denis (CAS)           |
| 93070     | 93400        | Saint-Ouen                  |
| 93071     | 93270        | Sevran                      |
| 93072     | 93240        | Stains (CAS)                |
| 93073     | 93290        | Tremblay-en-France          |
| 93074     | 93410        | Vaujours                    |
| 93077     | 93250        | Villemomble                 |
| 93078     | 93420        | Villepinte                  |
| 93079     | 93430        | Villetaneuse (CAS)          |